# Indigofera nigrescens
Indigofera nigrescens là một loài thực vật có hoa trong họ Đậu. Loài này được King & Prain miêu tả khoa học đầu tiên.